# Umiak

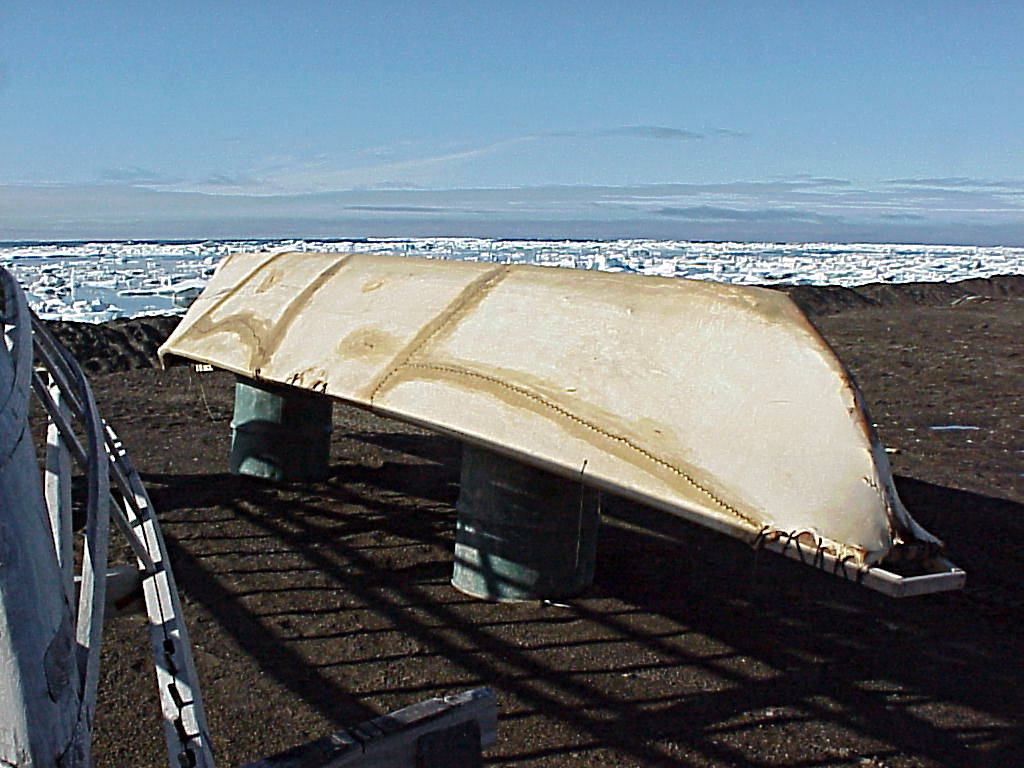
Pokryta foczymi skórami łódź typu umiak

Umiak – duża inuicka (eskimoska) łódź wiosłowo-żaglowa wykonana ze skór foczych rozpiętych na szkielecie z drewna wyrzuconego przez morze lub kości wielorybów. Może mieć od 6 do 10 m długości i pomieścić do 20 osób oraz ich bagaże (w tym namioty). Służy do transportu i przewozu dobytku inuickich rodzin podczas letnich wędrówek na tereny łowieckie oraz do grupowych polowań na wieloryby (wówczas na umiaku rozpina się niewielki żagiel).
Wykorzystywany przez tubylczych mieszkańców Arktyki prawdopodobnie już od VIII tysiąclecia p.n.e. Początkowo owalny, stopniowo coraz większy i bardziej wydłużony, wyposażony z czasem w prosty ster i prostokątny żagiel. Obok dłubanek zapewne jeden z najstarszych typów łodzi morskich. Według tradycji inuickiej (zwłaszcza na Grenlandii, a po upadku lokalnego wielorybnictwa także w Arktyce Wschodniej i na Alasce) umiaki należały do wiosłujących w nich kobiet, a mniejsze kajaki – do mężczyzn.
Właściciel umiaka, przewodzący grupie myśliwych polujących na wieloryby, prowadzący towarzyszące temu ceremonie i rozdzielający następnie mięso upolowanego zwierzęcia, nazywany był umialik i cieszył się dużym szacunkiem całej inuickiej społeczności.